# HR 7722
HR 7722 is een oranje dwerg met een spectraalklasse van K2.V. De ster bevindt zich 28,74 lichtjaar van de zon.